# 謝偃
謝 偃（しゃ えん、生年不詳 - 643年）は、隋から唐初にかけての政治家・文人。本姓は直勒氏。本貫は衛州衛県。

## 経歴
隋のとき散従正員郎となった。唐の貞観初年、太宗の策問に応答して見出され、高陵県主簿に任用された。貞観11年（637年）、太宗が東都に行幸したとき、洛陽宮の破壊のありさまを見て、臣下の直言を求めたところ、謝偃が上書して得失を述べた。太宗は謝偃の意見をよしとして、弘文館直学士として召しだし、魏王府功曹に任じた。謝偃は魏王李泰の下で『括地志』の編纂に参加した。
謝偃が塵賦・影賦の2篇を作ると、太宗はその文章の美しさを喜んで、謝偃を召しだして賦を作らせた。謝偃は述聖賦を作って太宗の治世を讃えた。また惟皇誡徳賦を献上して太宗を諫めた。さらに玉諜真紀を撰して太宗に封禅を勧めた。当時において李百薬が詩を得意とし、謝偃が賦を得意としたので、「李詩謝賦」と併称された。貞観17年（643年）、魏王府が廃止されると、謝偃は湘潭県令として出され、死去した。文集10巻が残された。

## 伝記資料
- 『旧唐書』巻190 列伝第140上 文苑上
- 『新唐書』巻201 列伝第126 文芸上